# 苯达松
苯达松（英語：Bentazon）是一种噻二嗪类化合物。为巴斯夫开发的一种除草剂。中文俗称噻草平、灭草松等。市面上常以苯达松钠盐形式售卖，呈轻微棕色固体。

## 用途
苯达松通过选择性破坏植物代谢来实现除草效果。其对紫花苜蓿、豆类（鹰嘴豆、黑眼豆除外）、玉米、花生、辣椒、辣薄荷、大米、高粱、大豆、绿薄荷
以及草坪草皮无效。苯达松通常以空中喷洒或接触喷洒方式来控制粮用作物田间杂草的蔓延。苯达松受热会分解产生有毒含硫和含氮烟雾，因此需避免接触高温环境。
在美国，根据美国环境保护局的要求，使用苯达松前需要进行登记。然而截止至2010年9月，已有5款苯达松产品正接受自愿登记取消申请的审查。

## 水体污染
苯达松在动植物体内会迅速分解代谢，但是在自然环境中经土壤淋溶和地表径流作用污染水体。1995年，美国环境保护局表示当前地表水以及地下水中的苯达松含量“超出令人担忧的水平”。尽管制定了 20 ppb的健康咨询水平，但《安全饮用水法案》并未针对生活供水中苯达松做出监管和检测规定。同年环境保护局在加州抽样的200口井中就有64处井水检测到苯达松，这促使加州政府审查现有的毒理学研究并制定了公共卫生目标，将饮用水中的苯达松限制在200 ppb以内。
环境保护局同时要求所有市售苯达松除草剂都应贴上地下水和环境危害警告标签。并警告不得将苯达松直接对水体施用和/或丢弃到水体或土壤淋失现象普遍的地区中。

## 对人体毒性
基于动物实验结果，苯达松被视为对人无致癌性。然而没有研究或实验能够直接确定苯达松对人类的毒性或致癌作用。除草作业工人是最容易接触到苯达松的人群，因此在使用苯达松应做好防护措施，完毕后应洗手，避免与皮肤产生最大接触。苯达松会刺激眼睛、皮肤和呼吸道引起类似过敏的症状。摄入苯达松会引起恶心、腹泻、颤抖、呕吐和呼吸困难。有报道发现服用苯达松自杀者有发烧、肾衰竭、心率加快、呼吸困难和高热等症状。成年人摄入88 g苯达松就会造成死亡。

## 对其他生物毒性
1994年的一项研究表面苯达松对蜜蜂和甲虫无害。但其对鱼类和鸟类有害，研究者发现190 ppm和616 ppm的苯达松分别会对虹鳟和蓝鳃太阳鱼产生毒性，对于鸟类而言，则会影响其繁殖能力。
哺乳动物摄入或经皮肤吸收苯达松会产生中等毒性，其LD50为：
- 猫: 500 mg/kg
- 大鼠: 1100 - 2063 mg/kg
- 小鼠: 400 mg/kg
- 兔: 750 mg/kg

一项研究发现每天给狗喂食13.1 mg苯达松后，出现了腹泻、贫血和脱水症状。在另一项实验中，狗除前述症状外还出现了前列腺炎的症状。在对仓鼠、小鼠和大鼠展开的实验中，苯达松未发现会导致基因突变，对DNA和染色体不会造成损害。